# Fredius adpressus
Fredius adpressus is een krabbensoort uit de familie van de Pseudothelphusidae.